# Adryen Mehdi

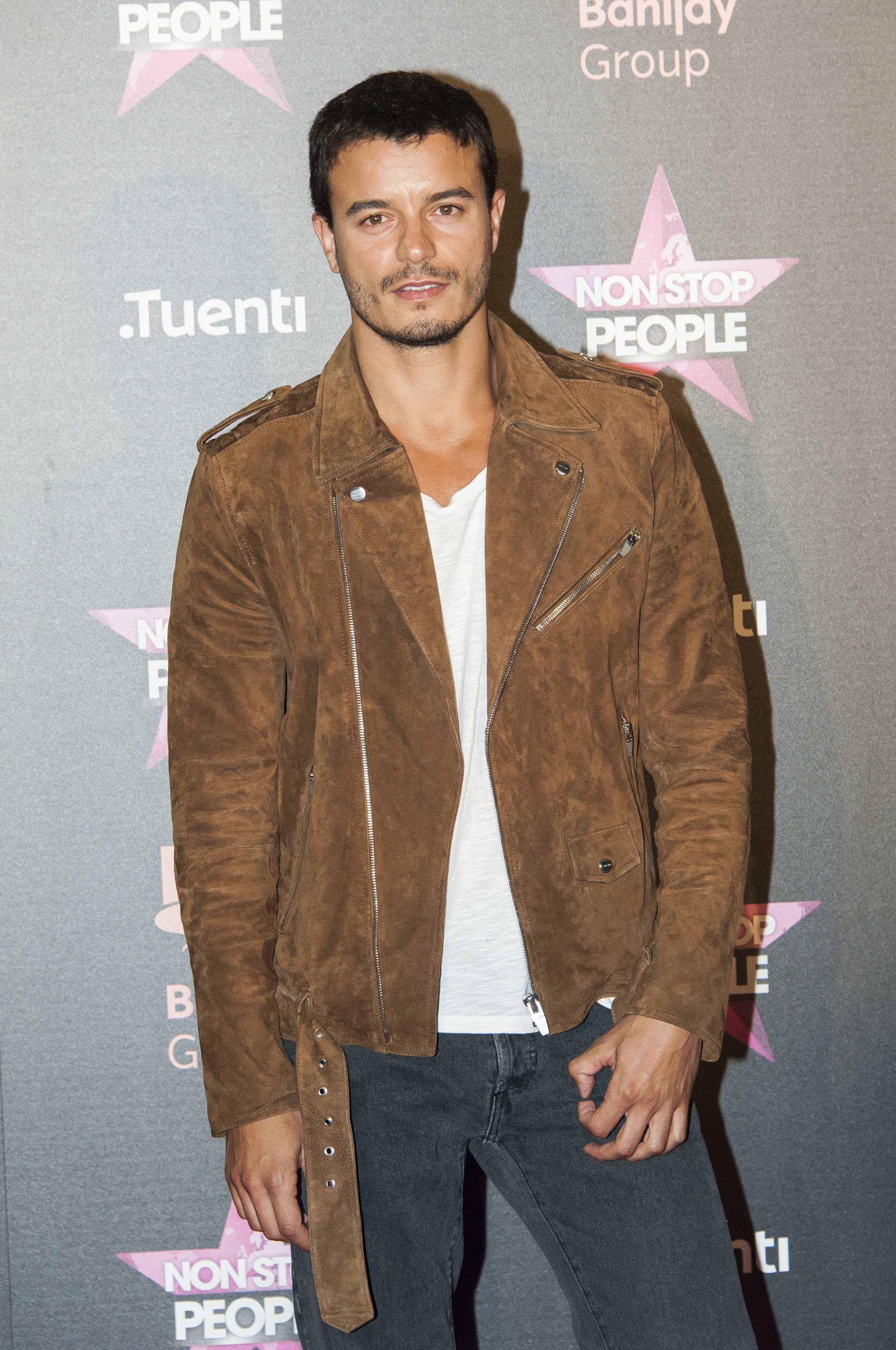
Mehdi Adryen en una fiesta para el lanzamiento de un canal de televisión en 2015.

Mehdi Adryen (Argel, 24 de noviembre de 1986), conocido como Adryen Mehdi, es un actor argelino que realizó sus estudios de interpretación en España y desarrolla su carrera en este país. Es especialmente conocido por haber interpretado a El Egipcio durante la primera temporada de Vis a vis en 2015.

## Biografía
Gracias a su educación en la capital argelina y a su origen bereber posee una amplia cultura y conocimiento de idiomas, llegando a hablar cinco lenguas. 
Entra en contacto con el mundo de la interpretación a los quince años a través de unos talleres de teatro que se impartían en su barrio. 
Centrado hasta entonces en el mundo del deporte, llega a España en 2007 para jugar con el Real Murcia CF. Vive en la ciudad de Murcia hasta que decide trasladarse a Barcelona para estudiar en el centro de formación actoral “La Bobina” mientras realiza trabajos como modelo para financiar su carrera. Además, no deja de lado su pasión por el deporte, por lo que retoma el boxeo, que ya practicaba desde pequeño, y comienza a practicar muay thai, disciplinas que sigue perfeccionando actualmente. 
Después de cuatro años en la ciudad condal y tras una gira teatral por España y algunos proyectos en televisión, se instala en Madrid, donde continúa desarrollando su carrera y donde ha conseguido en 2015 su papel más destacado hasta el momento interpretando a “El Egipcio” en la exitosa serie de Globomedia Vis a vis.

## Trayectoria

### Teatro
| Año       | Título                       |  | Compañía           |
| --------- | ---------------------------- |  | ------------------ |
| 2011-2012 | Liberté, Égalité, Fraternité |  | Transformarte      |
| 2010      | Te doy mis ojos              |  | La Bobina          |
| 2009      | Misery                       |  | La Bobina          |
| 2008      | Un tranvía llamado deseo     |  | La Bobina          |
| 2018      | Como un guante               |  | Teatro Lara madrid |
|           |                              |  |                    |

### Televisión
| Año  | Título                      | Personaje                  | Cadena    | Notas        |
| ---- | --------------------------- | -------------------------- | --------- | ------------ |
| 2012 | Carmina                     | Episódico                  | Telecinco | 1 episodio   |
| 2014 | Rescatando a Sara           | Secundario                 | Antena 3  | 2 episodios  |
| 2015 | Vis a vis                   | Hanbal Hamadi "El Egipcio" | Antena 3  | 10 episodios |
| 2016 | El Caso: Crónica de sucesos | Episódico                  | TVE       | 1 episodio   |
| 2017 | Tiempos de guerra           | Rachid                     | Antena 3  | 8 episodios  |